# Якуб Штвртецький
Якуб Штвртецький (21 грудня 1998 , Всетін, Північноморавський крайd ) — чеський біатлоніст. Учасник чемпіонатів світу.

## Кар'єра
2017 року вперше взяв участь у міжнародних змаганнях — чемпіонаті світу серед юніорів в Осрблі. Посів 4-те місце в естафеті.
У Кубку світу дебютував 15 березня 2018 року в Осло, посівши 80-те місце в спринті.

## Результати за кар'єру
Усі результати наведено за даними Міжнародного союзу біатлоністів.

### Чемпіонати світу
| Змагання                  | Інд. перегони | Спринт | Перегони пер. | Мас-старт | Естафета | Змішана ес. |
| 2019 Естерсунд            | —             | 65     | —             | —         | —        | —           |
| 2020 Антгольц-Антерсельва | 70            | 47     | 54            | —         | 13       | —           |
| 2021 Поклюка              | 70            | 47     | 54            | —         | 13       | —           |

### Кубки світу
- Найвище місце в загальному заліку: 54-те 2020 року.
- Найвище місце в окремих перегонах: 16-те.

#### Підсумкові місця в Кубку світу за роками
| Сезон     | Заг. залік | Інд. перегони | Спринт | Перегони пер. | Мас-старт |
| 2019-2020 | 54         | 58            | 38     | -             | -         |